# بید رود کلمبیا
بید رود کلمبیا (نام علمی: Salix columbiana) نام یک گونه از سرده بید است.